# Julie Merz
Julie Merz (* 22. August 1865 in Emmishofen; † 10. Januar 1934 in Bern) war eine Schweizer Journalistin und Politikerin, die sich für die Gleichberechtigung der Frauen einsetzte und politische Arbeit in Bern und auf nationaler Ebene leistete.

## Werdegang
1891 heiratete Merz den Journalisten M. Walther und unterrichtete an der Mädchensekundarschule in Biel. Ab 1900 war sie freischaffende Journalistin und verfasste Artikel für die Frauenpresse. Von 1915 bis 1934 war sie Redaktorin des Zentralblatts des Schweizerischen Gemeinnützigen Frauenvereins. 1915 initiierte sie mit Gleichgesinnten die Nationale Frauenspende und war Vorstandsmitglied des bernischen Frauenstimmrechtsvereins. 1916–1917 arbeitete sie mit im bernischen Aktionskomitee zur Erlangung des Frauenstimmrechts in Gemeindeangelegenheiten. 1921 wurde sie zur Vizepräsidentin des 2. Frauenkongresses gewählt. 1922–1925 präsidierte sie den bernischen Frauenbund, ab 1927 engagierte sie sich im Zentralvorstand des Schweizerischen Gemeinnützigen Frauenvereins und präsidierte das Pressekomitee der Saffa 1928. Zudem engagierte sie sich im bernischen Kantonalvorstand der FDP. 1917 wurde Merz zur Präsidentin der Hauswirtschaftlichen Kommission der Stadt Bern ernannt.

## Bibliographie
- Julie Merz: Zur Frage des Frauenstimm- und -wahlrechts auf eidgenössischem Boden. In: Zentralblatt des schweiz. gemeinnützigen Frauenvereins. Band 17, 1929.
- Julie Merz, Redaktorin des «Zentralblatt» von 1915-1934. 1934.
- Veronika Grob: Julie Merz: das Wirken einer bürgerlichen Journalistin während des Ersten Weltkriegs. 1990.
- Julie Merz: Die Schweizerfrauen und der Krieg. In: Die Berner Woche in Wort und Bild. 29. Januar 1916, S. 53–55 (e-periodica.ch [abgerufen am 12. März 2022]).
- Julie Merz: Die Schweizerfrauen und der Krieg [Fortsetzung]. In: Die Berner Woche in Wort und Bild. 5. Februar 1916, S. 66–67 (e-periodica.ch [abgerufen am 12. März 2022]).
- Regula Ludi und Matthias Ruoss: Die Grossmutter und wir: Freiwilligkeit, Feminismus und Geschlechterarrangements in der Schweiz / The Grandmothers and US: Voluntarism, Feminism and Gender Arrangements in Switzerland. Band 31. Vandenhoeck & Ruprecht; Homme, Wien 1. April 2020, S. 87.